# Стезя страданий
«Стезя страданий» (англ. Walk of Punishment) — третий эпизод третьего сезона фэнтезийного телесериала канала HBO «Игра престолов», и 23-я во всём сериале. Сценарий написали Дэвид Бениофф и Д. Б. Уайсс, а Бениофф также снял эпизод. Премьера состоялась 14 апреля 2013 года.
Название является аллюзией к месту в сериале, названным «Стезёй страданий», дороге, где рабы распяты и выставлены напоказ в качестве примера, что бывает за неповиновение мастерам.
Эпизод получил номинацию на премию «Эмми» за лучшие костюмы в сериале на 65-й церемонии.

## Сюжет

### В Королевской Гавани
Тайвин Ланнистер (Чарльз Дэнс) созывает собрание в Малом совете. Он требует известий о месте нахождения Джейме, но мастер шпионов Варис (Конлет Хилл) не способен дать ответ. Затем Тайвин объявляет о плане женить лорда Петира Бейлиша (Эйдан Гиллен) на Лизе Аррен, чтобы лишить Робба Старка союзников на войне. Вместо Бейлиша на должность королевского казначея Тайвин назначает своего сына Тириона (Питер Динклэйдж). Позднее, при получении всех казначейских книг, лорд Бейлиш даёт Тириону советы по работе. Тирион награждает Подрика (Дэниел Портман) услугами трёх проституток за спасение его жизни на битве при Черноводной. Тирион удивлён, узнав, что все три проститутки не приняли плату из-за мастерства Подрика в любовных играх. Во время изучения казначейских книг Тирион узнаёт, что лорд Бейлиш брал в долг миллионы золота у Тайвина и ещё десятки миллионов у Железного банка Браавоса, которые, если деньги не будут возвращены в назначенный срок, могут заставить Железный банк финансировать врагов Короны.

### На Севере
Теона Грейджоя (Альфи Аллен) приводит в чувство парень-чистильщик (Иван Реон) и освобождает его, даёт ему лошадь и говорит ему ехать на восток к его сестре Яре. После ночной езды Теон обнаруживает, что его преследуют его похитители. Во время погони они сбивают его с лошади. Схватив Теона, вожак в наказание за побег пытается изнасиловать его, но Теона спасает парень-чистильщик, который убивает солдат, вновь приходя ему на помощь.

### На Драконьем Камне
Станнис Баратеон (Стивен Диллэйн) упрекает Мелисандру (Кэрис ван Хаутен) в том, что она пытается бросить его, когда она направляется к кораблю, ведущему к неизвестному месту назначения, которое, как она заявляет, будет объявлено ей Владыкой света. Станнис умоляет её дать ему ещё одного сына, но она говорит ему, что у него не хватит сил. Она сообщает ему, что её магия требует королевской крови, и что её нужно будет получить у тех, кто носит в венах кровь Станниса.

### За Узким морем
Дейенерис (Эмилия Кларк) выслушивает своих советников, сира Джораха Мормонта (Иэн Глен) и сира Барристана Селми (Иэн Макэлхинни), которые предлагают различные советы по поводу выбора солдат в качестве оружия по возвращению в Вестерос. Во время аудиенции Дейенерис объявляет работорговцу Кразнису мо Наклозу (Дэн Хильдебранд), что она хочет купить всех 8000 Безупречных и мальчиков, которые готовятся стать Безупречными. Когда Кразнис говорит ей, что ей это не по карману, Дейенерис предлагает ему одного из её драконов, вопреки советам Джораха и Барристана. Кразнис настаивает на получении самого большого дракона, на что Дейенерис соглашается. Перед уходом Дейенерис требует рабыню-переводчицу Миссандею (Натали Эммануэль) в качестве подарка, и та уходит с ней.

### За Стеной
Армия одичалых во главе с Мансом-Налётчиком (Киаран Хайндс) прибывает на Кулак Первых людей и находит поле с обезглавленными лошадьми, разложенными Белыми ходоками в форме вихря. Джон Сноу (Кит Харингтон) замечает, что среди лошадей нет братьев Ночного Дозора, на что Орелл (Маккензи Крук) отвечает, что он видел их здесь. Налётчик говорит Джону, что мёртвые солдаты стали упырями, и приказывает Тормунду Великаньей смерти (Кристофер Хивью) взять 20 человек, Джона и карабкаться на Стену. Затем Манс-Налётчик говорит, что он зажжёт огонь в качестве сигнала атаки на Ночной Дозор во время их сна. Он говорит Джону, что если он окажется бесполезным, то его могут столкнуть со Стены.
Оставшиеся братья Ночного Дозора ищут убежища под крышей Замка Крастера. Угрожающий и отчаянный вид братьев Ночного дозора вынуждает Крастера (Роберт Пью), хоть и нехотя, но впустить их в замок. Не желая слушать насмешки Крастера, Сэм (Джон Брэдли) выходит из замка и становится свидетелем, как Лилли (Ханна Мюррей) рожает мальчика.

### В Риверране
В Риверране лорда Хостера Талли предали погребальной ладье в присутствии его семьи и его знаменосцев. Когда его сын, Эдмур (Тобайас Мензис), во время церемонии не может с трёх попыток зажечь ладью при помощи стрел, брат Хостера, Бринден «Чёрная рыба» (Клайв Расселл), отталкивает Эдмура и одной стрелой зажигает ладью, опозорив Эдмура на глазах у толпы. После, во время совещания с Роббом Старком (Ричард Мэдден), Эдмура ругают за неповиновение приказу не вступать в бой с сиром Григором Клиганом. Леди Кейтилин (Мишель Фэйрли) обсуждает свою боль от разлуки с детьми с Бринденом, а королева Талиса (Уна Чаплин) навещает двух пленённых мальчишек Ланнистеров в подземелье, чтобы залечить их раны.

### В Речных Землях
Арья (Мэйси Уильямс) сталкивается с Сандором «Псом» Клиганом (Рори Макканн), напоминая ему о дне, когда он убил Мику во время их путешествия из Винтерфелла, но она не получила ответ, так как его отвели в повозку. Она и Джендри (Джо Демпси) прощаются с Пирожком (Бен Хоуки), который решил остаться в гостинице, чтобы работать на кухне.
Где-то в Речных землях Локк (Ноа Тейлор) и его люди перевозят сира Джейме Ланнистера (Николай Костер-Вальдау) и Бриенну из Тарта (Гвендолин Кристи) в Харренхол. В пути Джейме и Бриенна препираются по поводу их пленения, Бриенна критикует Джейме за его слабую технику пикировки. В разговоре с Бриенной Джейме предполагает, что эти люди будут пытаться изнасиловать её, и просит её не сопротивляться, или они убьют её. Джейме признаётся при этом, что будь он на месте Бриенны, он заставил бы этих мужчин убить его. Ночью в лагере, в то время как люди Локка пытаются изнасиловать Бриенну, Джейме убеждает Локка в том, что отец Бриенны богат и что он выкупит её, целомудренной и невредимой. Локк верит в историю Джейме и останавливает людей от изнасилования Бриенны.
Затем Джейме пытается добиться собственного освобождения, пообещав Локку в обмен на возвращение золото и титулы от Тайвина Ланнистера. Локк глумится над Джейме, который беспомощен без своего отца, а затем отрубает его правую руку.

## Производство

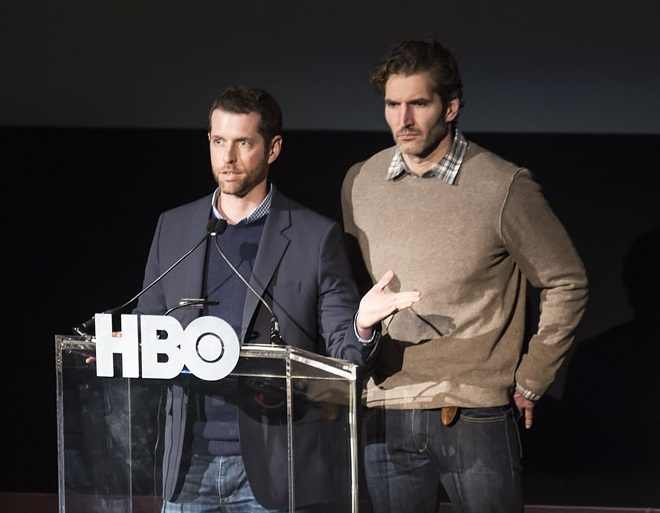
«Стезя страданий» была написана и срежиссирована продюсерами Д. Б. Уайссом и Дэвидом Бениоффом.

### Сценарий
«Стезю страданий» написали создатели шоу и исполнительные продюсеры Дэвид Бениофф и Д. Б. Уайсс, на основе материала из романа «Буря мечей» Джорджа Р. Р. Мартина. Эпизод адаптирует части глав 15, 16, 18, 20, 22, 24, 28, 32, 34 и 36 из книги (Кейтилин II, Джон II, Арья III, Тирион III, Джейме III, Дейенерис II, Дейенерис III, Джейме IV, Сэмвелл II и Кейтилин IV). Эпизод также включил оригинальные сюжетные линии, включая побег Теона, привод Подрика Тирионом в бордель, и уход Мелисандры с Драконьего Камня.
В сцене с борделем, Тирион заявляет, что последняя проститутка, которую он представил, одна из немногих женщин в мире, которая может представить «Миэринский узел». Это скрытая шутка, которая является ссылкой на название, которое Мартин дал (в честь легендарного Гордиева узла) сложной структурной проблеме, с которой он столкнулся во время написания пятой книги цикла, «Танец с драконами». Эта книга должна была синхронизировать появление нескольких персонажей в Миэрине, сохраняя хронологию и связь в линии и информировании читателя о событиях, происходящих в местах, где отсутствовала точка-зрения персонажа. Мартин работал над «Миэринским узлом» с 2005 по 2011 гг., и это была одной из главных причин за несвоевременную сдачу книги.

### Режиссура
Эпизод был снят всем составом сценаристов, однако, соблюдая правила Гильдии режиссёров Америки, только Бениофф был указан как режиссёр. Для Бениоффа и Уайсса, это их первый опыт в режиссуре, хотя раньше сняли экспериментальную короткометражку «When the Nines Roll Over».

### Кастинг
«Стезя страданий» представляет семью Талли из Риверрана, подчеркнув первые появления дяди Кейтилин Старк, Бриндена Талли, сыгранного Клайвом Расселлом, и её брата, Эдмура Талли, сыгранного Тобайасом Менизисом. Эдмур Талли был в шоу изображён более жёстко, чем в книгах. Описывая своего персонажа, Мензис описал его «комичным, как только может быть в „Игре престолов“… Он немного испорченный, правда.»

### Места съёмок

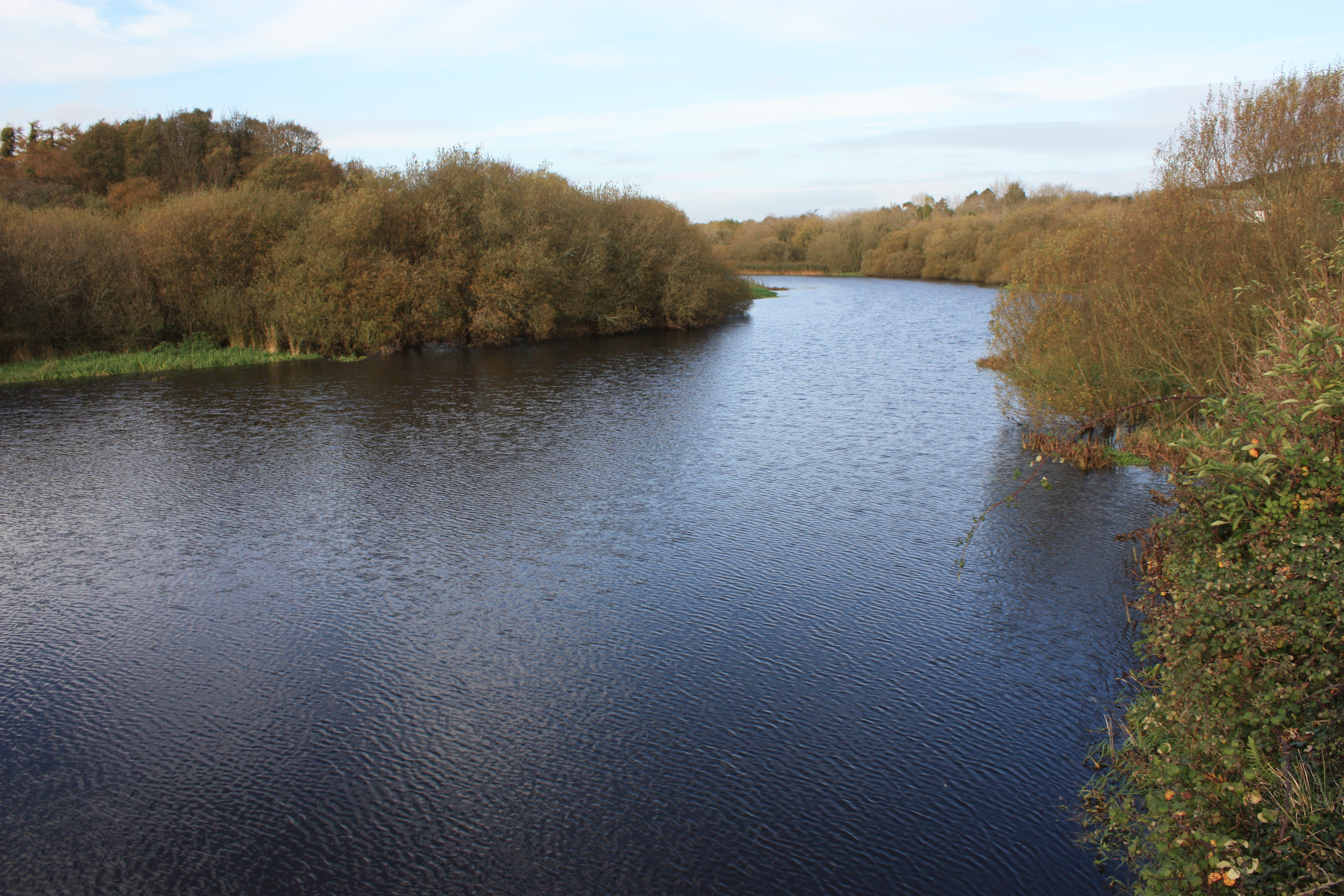
Река Куойл была использована для изображения окружения Риверранского замка.

Интерьеры эпизода были сняты на Paint Hall Studios в Белфасте, на базе шоу для операций. Для наружных съёмок производство использовало множество других мест по всей Северной Ирландии: штат Редхолл (графство Антрим) в качестве гостиницы на Перекрёстке, усадьба Кландебой (Даун) в качестве Замка Крастера, Даунхилл Стрэнд (графство Лондондерри) для побережья Драконьего Камня, и река Куойл для съёмок похорон Хостера Талли.
Сюжетные линии с Джоном Сноу и Дейнерис Таргариен продолжили съёмки в Исландии и Марокканском городе Эс-Сувейра.

### Музыка
Банда людей Локка поют песню «The Bear and the Maiden Fair», впервые услышанную за весь сериал с музыкой, сочинённой Рамином Джавади. Песня, очень популярная среди знати и простолюдинов в Вестеросе, часто появлялась в оригинальных книгах. Поющий во главе группы это вокалист и музыкант группы «Snow Patrol» Гэри Лайтбоди, в роли камео.
В заключительных титрах повторяется песня в новой версии, специально записанной для сериала группой «The Hold Steady». Группа, одна из любимых банд Бениоффа и Уайсса, была выбрана потому, что они хотели такое исполнение, «чтобы они были непристойными и немного неряшливыми — пьяные музыканты, встающие на столы и заедающие, пока дебош продолжается вокруг них».
Решение поставить песню в конец эпизода, сразу же после отрубания руки Джейме, было сделано для укрепления удивления зрителей: «это такой шокирующий конец, и когда мы читали сцену в книгах это было так шокирующим для нас. Чтобы втолковать шок этого момента, вам нужно что-то неожиданное. Не было версии традиционной музыки, которая сбила бы с равновесия, так как мы хотели, чтобы эта сцена оставила у вас ощущения».

## Критика

### Рейтинги
«Стезю страданий» во время первого просмотра посмотрели 4.7 миллионов зрителей, установив новый рекорд по количеству зрителей. Учитывая зрителей повтора, цифры выросли до 5.8 миллионов.

### Реакция критиков
Мэтт Фоулер, пишущий для IGN, поставил оценку 8.8/10, написав про «шокирующую рубку и бесшабашную песню, ведущую нас из сильного эпизода Игры.»